# Calolamprodes khmericus
Calolamprodes khmericus är en kackerlacksart som beskrevs av Anisyutkin 2006. Calolamprodes khmericus ingår i släktet Calolamprodes och familjen jättekackerlackor.
Artens utbredningsområde är Kambodja. Inga underarter finns listade.